# Célimène et le Cardinal
Célimène et le Cardinal est une pièce de théâtre de Jacques Rampal créée au théâtre de la Porte-Saint-Martin le 14 janvier 1992. Des actrices célèbres comme Ludmila Mikaël (1993, mise en scène de Maurice Frydland) et Claude Jade (2006, mise en scène de l'auteur Rampal lui-même) ont incarné Célimène sur les scènes françaises.
Célimène et le Cardinal se veut une suite du Misanthrope de Molière, écrite en alexandrins par un auteur contemporain. Célimène et Alceste se retrouvent après 20 ans d'éloignement. Chacun a fait sa vie de son côté. Alceste est devenu un puissant cardinal, Célimène a épousé un bourgeois, est mère de quatre enfants, et semble mener une vie heureuse.

## Les personnages
Célimène : dans Le Misanthrope, une jeune fille de 20 ans, elle aime séduire, n’a de sentiments sincères pour personne. Elle défend la liberté féminine, le désir de plaire, la coquetterie. On la retrouve ici dans cette suite à l’âge mûr, mais la jeune femme à la liberté impérieuse vit encore derrière la tranquille bourgeoise qu’elle est devenue.
Alceste : chez Molière, jeune homme en souffrance, dans un cercle vicieux psychologique, entre la douleur que lui déclenche sa misanthropie et celle qui engendre cette dernière. On le retrouve ici, vingt ans après, devenu puissant socialement, assuré et déterminé.

## Sur les planches
- 1993 : avec Ludmila Mikaël et Gérard Desarthe mise en scène par Maurice Frydland
- 1993 : avec Didier Sandre, Ludmila Mikaël mise en scène de Bernard Murat, au théâtre Montparnasse à Paris
- 1996 : avec Danièle Lebrun et Jean-Claude Drouot mise en scène par Jacques Rampal
- 2006 : avec Claude Jade et Patrick Préjean mise en scène par Jacques Rampal
- 2006 : avec Annick Gambotti et Richard Gauteron mise en scène par Béatrice Croquet
- 2007 - 2008 : avec Jacqueline Meunier et Jean-Claude Piérot mise en scène par Pol Deranne, théâtre de l'Etuve, Liège, Belgique.
- 2008 - 2012 : avec Pauline Sombstay et Pierre-Hippolyte Pénet mise en scène par Pierre-Hippolyte Pénet, Compagnie de la Dive Bouteille, Versailles.
- 2014 : avec Gaëlle Billaut-Danno et Pierre Azema mise en scène par Pascal Faber (Avignon 2014 à La Luna - Théâtre Michel, Paris)
- 2017 : avec Gaëlle Billaut-Danno et Didier Brice, Comédie Bastille

## Adaptation film théâtre
En 2006, une adaptation cinématographique de la mise en scène a également été réalisée sous la direction de Jacques Rampal, avec Claude Jade et Patrick Préjean, et est sortie en DVD chez L'Harmattan.   Le film a été sorti au cinéma du Lucernaire à Paris le 5 décembre 2006.
La version de la mise en scène de Bernard Murat avec Ludmila Mikaël et Gérard Desarthe est aussi sortie en DVD 

## Revue de presse
- « La mise en scène de Rampal est proprette et illustrative, mais elle donne de la liberté à ses comédiens. Claude Jade, qu’on est heureux de retrouver, est très bien en épouse provocatrice tout en finesse bouscule Patrick Préjean en serviteur de Dieu. On y croit. Elle pétille. Il est impossible de lui résister. Et Préjean vieillit magnifiquement » (Jean-Luc Jeener, Le Figaro, 8 mars 2006).
- « Et si le Misanthrope de Molière avait une suite ? Jacques Rampal l’a imaginé en créant Célimène et le cardinal. L’idée ? 20 ans après leur séparation, les deux protagonistes se retrouvent. Dans le Misanthrope, Célimène est une charmante jeune fille mondaine, éprise de liberté et qui vit à la cour du roi. Vingt ans plus tard, Célimène a trahi son statut en épousant un bourgeois, et mène une vie rangée. Elle reçoit un courrier annonçant la visite d’Alceste, devenu cardinal. Avec Célimène et le cardinal, Rampal allait (selon certaines critiques) au suicide. Compléter Poquelin ? Pure folie ! Pourtant, la pièce est un petit bijou de malice et de satire que Molière n’aurait sans doute pas renié. Écrite en alexandrin, le verbe n’en est pas moins contemporain, et les sujets traités, d’une brûlante actualité. L’interprétation des excellents comédiens, Patrick Préjean et Claude Jade, donne à cette pièce résolument moderne, le cachet d’un grand classique. Dans le Bourgeois gentilhomme, Monsieur Jourdain apprend à faire la révérence : apprentissage indispensable aux spectateurs qui auront le bonheur d’aller saluer Jacques Rampal et sa troupe » (Sébastien Bei, Marianne, 5 avril 2006).

## Pièces sur le même thème.
- Le Philinte de Molière ou la suite du Misanthrope de Fabre d'Eglantine (1791)
- La Conversion d'Alceste, pièce de Georges Courteline (1905)